# Agame
Agame (en ge'ez : ዓጋመ, agamä; "fructífero") es una antigua provincia del norte de Etiopía que actualmente forma parte de la región de Tigray. Históricamente, Agame se encuentra en lo que era la esquina noreste del Imperio Etíope. Limita con la provincia eritrea de Akele Guzai en el norte, Tembien, Kalatta Awlalo y Enderta en el sur, y con las tierras bajas de la Región Afar en el este. Esta ubicación relativa colocó a Agame en la encrucijada estratégica entre la costa del Mar Rojo y el interior de Eritrea meridional, por un lado, y la meseta del norte de Tigray, por el otro. Antes de 1991, Agame tenía un área total de aproximadamente 4,889 kilómetros cuadrados (1,9 mi²) con una población estimada de 344,800.

## Historia

### 980 a.C. - 940 d.C.
Agame es una de las regiones más antiguas de Etiopía, formando parte del Reino de Damot en el norte de Etiopía y Eritrea que se convertiría en el Reino de Axum. Era un centro principal de la cultura axumita (solo superado por Tigray Occidental, donde se encontraba la capital), con una subcultura distinta que separaba las dos regiones de la de Tigray Occidental (Shire, Axum, Yeha), Eritrea central (Seraye, Hamasien, Akele Guzai y Adulis) y zonas fronterizas en el norte de Eritrea. Agame es uno de los pocos topónimos identificados en el monumento de Adulis ya en el siglo III. Allí se le menciona como una entidad política local aparentemente viable y que parece que continuó como tal a partir de entonces. El área también parece haber sido parte de la provincia cultural oriental de la antigua Axum: a este período se remonta la fundación del monasterio de Debre Damo, que jugó un papel importante en la historia eclesiástica de Etiopía a lo largo de la Edad Media hasta la época moderna.

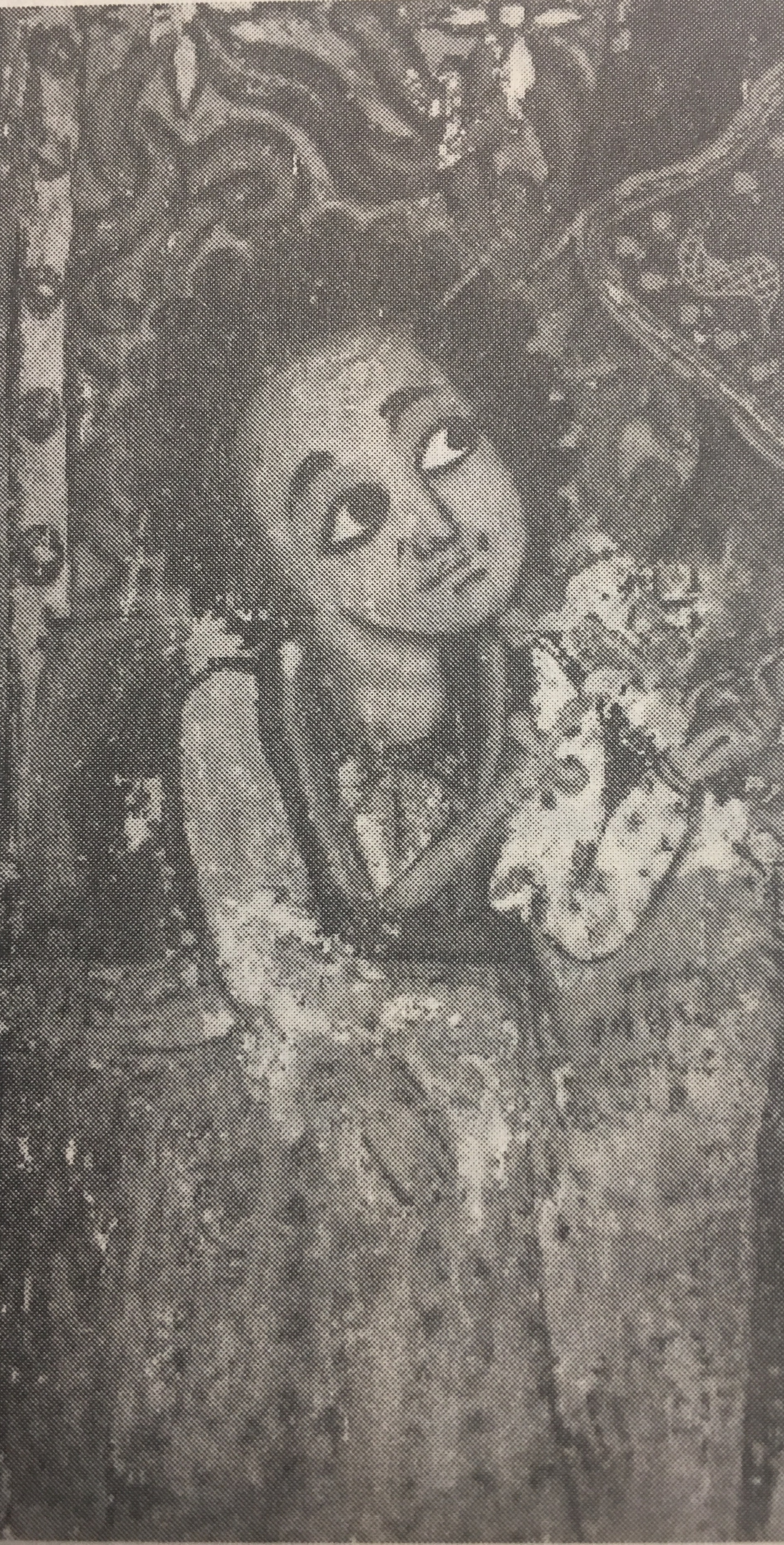
Un retrato de Dejazmatch Sabagadis Woldu adorando a Santa María, en la iconografía de la pared de la Iglesia Gunda Gunde.

### Siglos XI al XVIII
Los jefes de Agame asumirían el título de Shum Agame en la época medieval y a lo largo de la historia. A pesar de que en el siglo XVI los Shum Agame se sometieron al ejército de Ahmad Ibrahim al-Gazi, la inaccesibilidad física de las tierras bajas de Agame cumplió con el propósito de proporcionar escondites seguros a varios disidentes políticos, religiosos y sociales. Siguió siendo el centro de monasterios prominentes como Gunda Gunde Maryam, que fue establecido por los estefanitas durante el siglo XV. Agame fue mencionado en la carta del siglo XVI escrita durante el reinado del emperador Lebna Dengel. Durante la época medieval, Agame era parte de una provincia más grande de Bur en Etiopía, que también incluía algunas tierras bajas del noreste de Afar y la península de Buri ; Agame y Akkele Guzay eran parte de Bur "Superior" (La'ilay), mientras que las tierras bajas se distinguían además como "Inferior" (Tahtay).
Agame aparece en mapas aborígenes del norte del Cuerno de África en el siglo XV.

### sigloXIX
Agame tuvo un papel importante que desempeñar en la ascendencia política de Tigray en la Etiopía cristiana durante la mayor parte del primer cuarto del siglo XIX. Uno de los señores de la guerra prominentes del norte de Etiopía, Sabagadis Woldu, quien gobernó Tigray en el período 1822-31, tenía su base de poder en Agame. Su desaparición en la batalla de Debre Abbay marcó un declive en la importancia política de Agame en la arena política de Tigray.

### sigloXX
En el período 1896-1936, Agame fue dirigido por los descendientes de Sabagadis. Kassa Sebhat fue el jefe del área durante la guerra ítalo-etíope de 1935-36. Movilizó a la gente de Agame y se enfrentó a los italianos en la batalla de Fagena, en la escarpa de Afar al este de Adigrat. Pero fue derrotado y finalmente se rindió. Durante 1941-74, Agame existió como awraja (en la provincia de Tigray), con cinco distritos (woreda) debajo de ella: Gulo Mekeda, Ganta Afshum, Subja Sase, Dallol y Kalatte Balaza. Los descendientes de la familia Sabagadis todavía gobernaron Agame hasta la revolución.

## Geografía

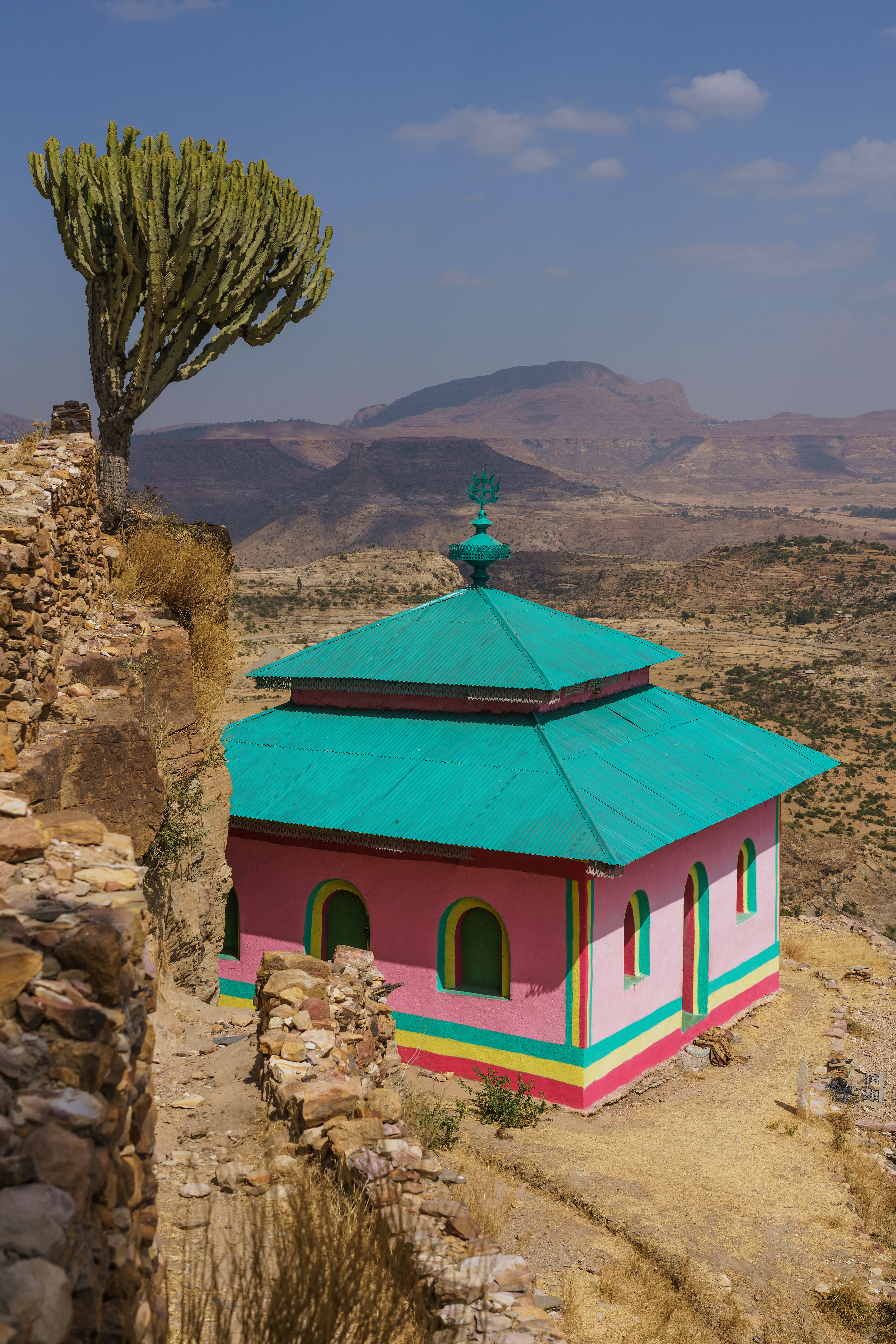
Casa Abuna Aregawi en el Monasterio Debre Damo.

Agame cubrió un área que corresponde más o menos a las woredas actuales como Ganta Afeshum, Gulomahda, Irob, Hawzen, Sa'isi Tsa'ida Imba; Agame en dirección este se extendió ampliamente hacia las tierras bajas de Danakil, actualmente parte de la región de Afar. Las areniscas de Adigrat y Enticho son las litologías dominantes; de ahí que muchos suelos sean arenosos. La geomorfología comprende macizos montañosos, llanuras, mesetas, desfiladeros profundos y valles fluviales. La evidencia arqueológica indica que Agame fue uno de los primeros lugares en Etiopía en adoptar la agricultura de rejas de arado, pero siglos de cultivo excesivo y máxima utilización de los recursos convirtieron las laderas más empinadas en tierras agrícolas marginales.

## Demografía
Los habitantes principales de Agame son los hablantes de Afar, Saho y Tigriña . La población de habla tigriña predominaba en las tierras altas. El sector noreste y sureste del acantilado está habitado principalmente por hablantes de Irob y Afar de lengua saho, respectivamente. Adigrat prevaleció como la capital de Agame durante los siglos XIX y XX. Desde el siglo XIX, Agame ha sido una base duradera para la evangelización católica lazarista en el norte de Etiopía. Los legados de este proceso son la Catedral Católica y el Seminario de Adigrat y la considerable congregación católica de Irobland en las tierras bajas.

## Gobierno
La familia noble local había gobernado Agame desde la Era de los Príncipes hasta que el Derg depuso al emperador Haile Selassie en 1974. Esta familia retuvo suficiente poder y respeto después de la conquista italiana en 1936, que el virrey italiano Pietro Badoglio propuso en un telegrama a Benito Mussolini que algunos miembros de la antigua clase dominante etíope fueran cooptados en África oriental italiana: «En la región entre Shewa y Eritrea, había familias nobles locales que no conviene menospreciar porque han ejercido el mando durante generaciones y tienen una autoridad y un prestigio que pueden ser valiosos para nosotros».